# Polybothris lelieurii
Polybothris lelieurii es una especie de escarabajo del género Polybothris, familia Buprestidae. Fue descrita científicamente por Buquet en 1854.

## Distribución geográfica
Habita en la región afrotropical.